# Béthune (Fluss)
Die Béthune ist ein Fluss in Frankreich, der im Département Seine-Maritime in der Region Normandie verläuft. Sie entspringt im Gemeindegebiet von Gaillefontaine und entwässert generell in nordwestlicher Richtung durch die Landschaft des Pays de Bray. Die Béthune vereinigt sich nach einer Fließstrecke von etwa 61 Kilometern im Gemeindegebiet von Arques-la-Bataille mit den Flüssen Varenne und Eaulne und bildet dadurch den Fluss Arques, der sechs Kilometer weiter in den Ärmelkanal mündet.

## Orte am Fluss
- Gaillefontaine
- Neufchâtel-en-Bray
- Mesnières-en-Bray
- Bures-en-Bray
- Osmoy-Saint-Valery
- Saint-Vaast-d’Équiqueville
- Dampierre-Saint-Nicolas
- Saint-Aubin-le-Cauf
- Arques-la-Bataille